# Dolichopus gratiolus
Dolichopus gratiolus är en tvåvingeart som beskrevs av Steyskal 1973. Dolichopus gratiolus ingår i släktet Dolichopus och familjen styltflugor. Inga underarter finns listade i Catalogue of Life.